# Sucesión de Euclides-Mullin
La sucesión de Euclides-Mullin es una sucesión infinita de números primos distintos dos a dos, en la cual cada término es el factor primo más pequeño de uno más el producto de todos los términos anteriores.
Los 51 primeros términos de la sucesión son (sucesión A000945 en OEIS):
2, 3, 7, 43, 13, 53, 5, 6221671, 38709183810571, 139, 2801, 11, 17, 5471, 52662739, 23003, 30693651606209, 37, 1741, 1313797957, 887, 71, 7127, 109, 23, 97, 159227, 643679794963466223081509857, 103, 1079990819, 9539, 3143065813, 29, 3847, 89, 19, 577, 223, 139703, 457, 9649, 61, 4357, 87991098722552272708281251793312351581099392851768893748012603709343, 107, 127, 3313, 227432689108589532754984915075774848386671439568260420754414940780761245893, 59, 31, 211...
A fecha de 2012, solo se conocen esos términos. Encontrar el siguiente implica encontrar el factor primo más pequeño de un número de 355 cifras que se sabe compuesto el cual es:
96 829 488 818 499 592 481 168 771 836 336 683 023 181 156 945 795 350 980 834 458 372 199 490 598 743 221 067 775 290 195 641 203 125 439 681 639 536 219 726 888 871 822 435 629 511 515 837 059 837 171 813 128 663 335 953 886 175 536 897 367 740 550 240 372 528 813 404 899 458 874 513 057 418 332 695 709 006 061 299 277 468 749 241 875 966 062 032 012 477 732 299 909 160 292 749 026 996 368 849 279 816 035 027 111 164 073 836 173 908 645 011

## Definición
Si an denota el n-ésimo término de la sucesión, entonces an es el factor primo más pequeño de
{\displaystyle \left(\prod _{i<n}a_{i}\right)+1\,.}
El primer término es por tanto el factor primo más pequeño del producto vacío más uno, es decir, 2. El 13 en la sucesión es el menor de los factores primos de 2 × 3 × 7 × 43 + 1 = 1806 + 1 = 1807 = 13 × 139.

## Propiedades
Esta sucesión es infinita y no contiene elementos repetidos. Esto se puede demostrar mediante el método que utilizó Euclides de que hay infinitos números primos. De hecho, esta demostración es constructiva, y esta sucesión es el resultado de llevar a cabo una versión de dicha construcción.

## Conjetura
Se conjetura que todos los números primos son términos de la sucesión de Euclides-Mullin. Sin embargo, no se sabe cómo se podría demostrar esto. El número primo más pequeño que no se sabe si forma parte de la sucesión es el 41.
La posición de los números primos del 2 al 97 en la sucesión es:
1, 2, 7, 3, 12, 5, 13, 36, 25, 33, 50, 18, ?, 4, ?, 6, 49, 42, ?, 22, ?, ?, ?, 35, 26 (A056756)
donde ? indica que se desconoce el orden del número primo correspondiente e incluso si está en la sucesión a fecha de 2012. (El listado con los signos de interrogación aparece en el campo "Extensions", sin embargo, la lista principal se detiene en el 33 y no incluye signos de interrogación).